# Betterwird
Betterwird (Fries: Betterwurd) is een buurtschap en industrieterrein in de gemeente Noardeast-Fryslân, in de Nederlandse provincie Friesland. Betterwird ligt aan de N356 tussen Dokkum en Bornwird. De N356 heet ter plaatse Betterwird. De Foudgumervaart loopt langs de buurtschap naar de Dokkumer Ee.

## Geschiedenis
Betterwird is ontstaan op een terp en was lang een kleine terpnederzetting. Toen het klooster Klaarkamp er een uithof vestigde, werd het een dorp. Betterwird had een tijd lang samen met de buurtschap Bornwirdhuizen de negende dorpsstem van Westdongeradeel. Later werd het weer als een buurtschap gezien.
In 1387 werd het vermeld als Betterwird. In 1437 werd het vermeld als Betterwirde, in 1437 als Bettrawyrd, in 1505 Bitterwirdt. In de 19e eeuw werd de naam gespeld als Bitterwerd.  De naam zou duiden op een beter bewoonde hoogte (werd/wird). Minder waarschijnlijk is dat het eerste deel van de naam verwijst naar de persoonsnaam Bette. 
Betterwird was vroeger een stuk groter. Het oostelijk deel van de buurtschap is in de jaren 70 en 80 van de twintigste eeuw langzaam opgeslokt door de uitbreiding van het industrieterrein van Dokkum. Het industrieterrein is ontstaan bij een zuivelfabriek aan de Dokkumer Ee. Het industrieterrein werd daarna gaandeweg groter, waardoor Dokkum richting Betterwird uitbreidde. Het industrieterrein slokte uiteindelijk een deel van de buurtschap op en werd er naar vernoemd.  In het verdwenen deel stond een school.
Steden, dorpen en gehuchten: Aalsum · Anjum · Augsbuurt · Birdaard · Blija · Bornwird · Brantgum · Burum · Dokkum · Ee · Engwierum · Ferwerd · Foudgum · Genum · Hallum · Hantum · Hantumeruitburen · Hantumhuizen · Hiaure · Hogebeintum · Holwerd · Janum · Jislum · Jouswier · Kollum · Kollumerpomp · Kollumerzwaag · Lichtaard · Lioessens · Marrum · Metslawier · Munnekezijl · Moddergat · Morra · Nes · Niawier · Oosternijkerk · Oostmahorn · Oostrum · Oudwoude · Paesens · Raard · Reitsum · Ternaard · Triemen · Veenklooster · Waaxens · Wanswerd · Warfstermolen · Westergeest · Wetsens · Wierum · Zwagerbosch

Buurtschappen: Abbewier · Bartlehiem (deels) · Beintemahuis · Betterwird · Bollingawier · Bonte Hond · Bornwirdhuizen · Boteburen · Brandeburen · De Dellen · De Keegen · De Kolk · De Leegte · De Rijp · De Wirden · De Schans · Dijkshorne · Dokkumer Nieuwe Zijlen · Drieboerehuizen · Ezumazijl · Groot Medhuizen · Halfweg · Hallumerhoek · Hanenburg · Hantumerhoek · Huis ter Noord · Kettingwier · Klein Medhuizen · Kletterbuurt · Kollumeroudzijl · Krabburen · Laagland · Lutkewier · Molenbuurt · Nieuwland · Oudeterp · Oudwouderzijlen · Reidswal · Scharnehuizen · Stiem · Teerd · Teijeburen · Tergracht (deels) · Ter Lune · Tibma · Tilburen · Tiltjeburen · Vaardeburen · Veldburen · Vijfhuizen (Hallum) · Vijfhuizen (Ternaard) · Visbuurt · Weerdeburen · Westerburen · Westernijkerk · Wie · Wijgeest · Zevenhuizen

Streken: 't Schoor · Galilea · It Paradyske · Lutkelaard · Sibrandahuis · Steenharst · Steenvak · Wildpad (deels) · Zandbulten · Zwagerveen

Friesland: Steden en dorpen      Nederland: Provincies · Gemeenten